# Anaphes pallipes
Anaphes pallipes är en stekelart som först beskrevs av William Harris Ashmead 1887.  Anaphes pallipes ingår i släktet Anaphes och familjen dvärgsteklar. Inga underarter finns listade i Catalogue of Life.